# Lepadichthys ctenion
Lepadichthys ctenion är en fiskart som beskrevs av Briggs och Link, 1963. Lepadichthys ctenion ingår i släktet Lepadichthys och familjen dubbelsugarfiskar. Inga underarter finns listade i Catalogue of Life.